# Испанское наследство

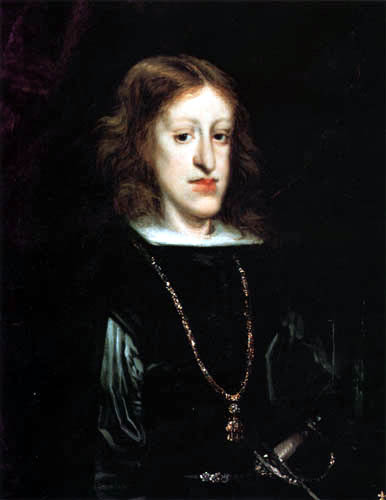
Карл II был последним представителем дома Габсбургов на испанском престоле. После его смерти разыгралась Война за испанское наследство, в которой Франция и Австрия боролись за Испанскую империю.

Кризис испанского наследства, состоявший в вопросе, кто унаследует Испанскую империю после Карла II, стал одной из самых значительных дипломатических проблем в истории Европы Нового времени. Он повлиял на судьбу многих европейских стран и перекроил политическую карту континента.
Поскольку Карл II с раннего детства был болен умственно и физически, а других мужчин в испанской ветви рода Габсбургов не было, вопрос о наследовании огромной Испанской империи — которая включала помимо Испании также владения в Италии и Америке, Бельгию и Люксембург — был постоянным предметом обсуждения:271—273.
Две династии претендовали на престол Испании: австрийские Габсбурги и французские Бурбоны; обе монаршьих семьи приходились родственниками Карлу Испанскому:273—274.
Невозможность дипломатического разрешения данной проблемы, волновавшей умы европейских политиков и дипломатов на протяжении целого столетия, с 1648 г. по 1748 г., привела к попытке решить вопрос силовыми действиями, что вызвало всеевропейский масштабный конфликт — так называемую Войну за испанское наследство (1701—1714 годы).